# آلبرتو گررو
آنتونیو آلبرتو گارسیا گِرِرو (به انگلیسی: Antonio Alberto García Guerrero)، معروف به آلبرتو گِرِرو (به انگلیسی: Alberto Guerrero; ۶ فوریهٔ ۱۸۸۶ – ۷ نوامبر ۱۹۵۹)، نوازندهٔ پیانو، آهنگساز، رهبر ارکستر، و مربی موسیقی اهل شیلی بود.

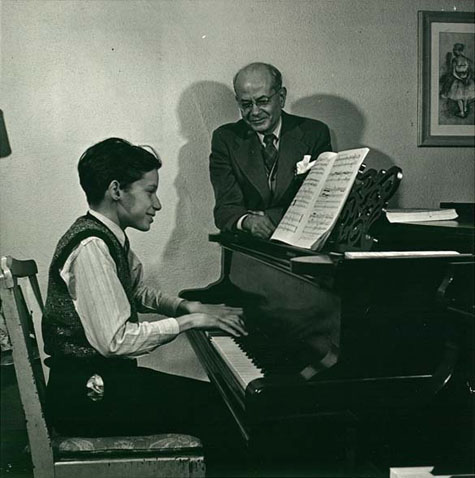
گررو در حال آموزش دادن به گلِن گولدِ نوجوان، دههٔ ۱۹۴۰